# Mel Gibson (baloncestista)
Melvin Lee "Mel" Gibson (Rockingham, Carolina del Norte, 30 de diciembre de 1940) es un exjugador y exentrenador de baloncesto estadounidense que disputó una temporada en la NBA, y como entrenador dirigió diversos equipos de la NCAA durante 14 años. Con 1,90 metros de estatura, lo hacía en la posición de base.

## Trayectoria deportiva

### Universidad
Jugó durante cuatro temporadas con los Catamounts de la Universidad de Carolina Occidental, en las que promedió 17,3 puntos por partido. Es en la actualidad segundo máximo anotador histórico de los Catamounts tras promediar más de 20 puntos por partido en sus dos últimas temporadas, además de ser elegido All-American de la NAIA en 1963.

### Internacional
En 1963 disputó con la selección de Estados Unidos los Juegos Panamericanos de 1963, en los que promedió 8,5 puntos por partido, logrando la medalla de oro, y semanas después en el mismo país el Campeonato del Mundo, donde promedió 5,8 puntos por partido, acabando en la cuarta posición.

### Profesional
Fue elegido en la decimoséptima posición del Draft de la NBA de 1963 por Los Angeles Lakers, donde únicamente disputó 9 partidos, en los que promedió 1,4 puntos, siendo posteriormente despedido.
Tras su despido recaló en los Wilmington Blue Bombers de la EPBL, pero fue llamado por los Lakers en el mes de enero debido a la lesión de Jerry West.

### Entrenador
En 1967 comenzó su carrera como entrenador, dirigiendo durante 4 temporadas a los Charleston Southern Buccaneers de la NCAA, haciéndose cargo en 1976 de los UNC Wilmington Seahawks, a los que entrenó durante 10 temporadas, consiguiendo 149 victorias y 124 derrotas.

## Estadísticas de su carrera en la NBA

### Temporada regular
| Temporada | Edad | Equipo             | Liga | P | TIT | MIN | TC  | TCA | %TC  | 3P | 3PA | %3P | TL  | TLA | %TL  | R.OF. | R.DEF. | REB | ASIS | ROB | TAP | PER | FP  | PTS |
| 1963-64   | 23   | Los Angeles Lakers | NBA  | 9 |     | 5.9 | 0.7 | 2.2 | .300 |    |     |     | 0.1 | 0.2 | .500 |       |        | 0.4 | 0.7  |     |     |     | 1.1 | 1.4 |
| Total     |      |                    | NBA  | 9 |     | 5.9 | 0.7 | 2.2 | .300 |    |     |     | 0.1 | 0.2 | .500 |       |        | 0.4 | 0.7  |     |     |     | 1.1 | 1.4 |